# Jared Padalecki
Jared Tristan Padalecki (født 19. juli 1982 i San Antonio, Texas, USA) er en amerikansk skuespiller med polske rødder. Padalecki voksede op i Texas og blev kendt i begyndelsen af 2000'erne, efter han medvirkede i tv-serien Gilmore Girls, såvel som i adskillige Hollywood-film, herunder New York Minute og House of Wax. Padalecki spiller Sam Winchester i CW tv-serien Supernatural.

## Tidlige liv
Padalecki blev født i San Antonio, Texas som søn af Gerald og Sherri Padalecki. Han er af polsk afstamning på sin fars side.

## Personlig liv
Padalecki giftede sig med sin tidligere Supernatural kollega Genevieve Cortese den 27. februar 2010. Han og hans kone bor i Austin, Texas med deres tre børn. Genevieve fødte parrets første barn Thomas Colton Padalecki d. 19 marts 2012 og deres anden søn Austin Shepherd Padalecki, d. 22. december 2013, ved en hjemmefødsel.
D. 17. marts 2017, blev deres tredje barn, en pige, Odette Elliott Padalecki, født.

## Filmografi
| År        | Titel                   | Rolle                           | Noter                        |
| --------- | ----------------------- | ------------------------------- | ---------------------------- |
| 1999      | A Little Inside         | Matt Nelson                     |                              |
| 2000      | Do Not Disturb          | Sam                             | TV film                      |
| 2000–2005 | Gilmore Girls           | Dean Forester                   | 63 episoder                  |
| 2001      | Close to Home           |                                 | TV film                      |
| 2001      | Skadestuen              | Paul Harris                     | Episode: "Piece of Mind"     |
| 2002      | A Ring of Endless Light | Zachery Gray                    | TV film                      |
| 2003      | Young MacGyver          | Clay MacGyver                   | Pilot                        |
| 2003      | Cheaper by the Dozen    | High School Bully (ukrediteret) |                              |
| 2004      | New York Minute         | Trey Lipton                     |                              |
| 2004      | Flight of the Phoenix   | John Davis                      |                              |
| 2005      | House of Wax            | Wade                            |                              |
| 2005      | Cry Wolf                | Tom                             |                              |
| 2005–2020 | Supernatural            | Sam Winchester                  | 327 episoder                 |
| 2007      | House of Fears          | J.P. (ukrediteret)              |                              |
| 2007      | Room 401                | Sig selv                        | Annullerede efter 8 episoder |
| 2008      | Christmas Cottage       | Thomas Kinkade                  |                              |
| 2009      | Fredag den 13.          | Clay Miller                     |                              |